# Vartofta och Frökinds domsagas valkrets
Vartofta och Frökinds domsagas valkrets var vid riksdagsvalen till andra kammaren 1866–1908 en egen valkrets med ett mandat. Valkretsen, som således omfattade Vartofta och Frökinds domsaga, avskaffades vid övergången till proportionellt valsystem inför andrakammarvalet 1911, då området gick upp i den nybildade Skaraborgs läns södra valkrets.

## Riksdagsmän
- Gustaf Bjerkander, lmp (1867–1872)
- Magnus Ekström (1873–1875)
- Fredrik Andersson (1876–1881)
- Carl Persson, lmp 1882–1887, nya lmp 1888–lagtima riksmötet 1892, gamla lmp urtima riksmötet 1892–1894, lmp 1895–1911 (1882–1911)

## Valresultat

### 1896
| Andrakammarvalet i Sverige 1896: Vartofta och Frökinds domsagas valkrets | Andrakammarvalet i Sverige 1896: Vartofta och Frökinds domsagas valkrets | Andrakammarvalet i Sverige 1896: Vartofta och Frökinds domsagas valkrets | Andrakammarvalet i Sverige 1896: Vartofta och Frökinds domsagas valkrets | Andrakammarvalet i Sverige 1896: Vartofta och Frökinds domsagas valkrets |
| Kandidat                                                                 | Kandidat                                                                 | Röster                                                                   | Röster                                                                   | Röster                                                                   |
| Kandidat                                                                 | Kandidat                                                                 | Antal                                                                    | %                                                                        | +− %                                                                     |
| ------------------------------------------------------------------------ | ------------------------------------------------------------------------ | ------------------------------------------------------------------------ | ------------------------------------------------------------------------ | ------------------------------------------------------------------------ |
|                                                                          | Carl Persson i Stallerhult                                               | 294                                                                      | 65,8                                                                     |                                                                          |
|                                                                          | Knut Wijkmark                                                            | 79                                                                       | 17,7                                                                     |                                                                          |
|                                                                          | Övriga kandidater                                                        | 74                                                                       | 16,5                                                                     |                                                                          |
| Antal giltiga röster                                                     | Antal giltiga röster                                                     | 447                                                                      |                                                                          |                                                                          |
| Kasserade röster                                                         | Kasserade röster                                                         | 57                                                                       |                                                                          |                                                                          |
| Totalt                                                                   | Totalt                                                                   | 504                                                                      |                                                                          |                                                                          |

Valet ägde rum den 25 augusti 1896. Valdeltagandet var 24,8%.

### 1899
| Andrakammarvalet i Sverige 1899: Vartofta och Frökinds domsagas valkrets | Andrakammarvalet i Sverige 1899: Vartofta och Frökinds domsagas valkrets | Andrakammarvalet i Sverige 1899: Vartofta och Frökinds domsagas valkrets | Andrakammarvalet i Sverige 1899: Vartofta och Frökinds domsagas valkrets | Andrakammarvalet i Sverige 1899: Vartofta och Frökinds domsagas valkrets |
| Kandidat                                                                 | Kandidat                                                                 | Röster                                                                   | Röster                                                                   | Röster                                                                   |
| Kandidat                                                                 | Kandidat                                                                 | Antal                                                                    | %                                                                        | +− %                                                                     |
| ------------------------------------------------------------------------ | ------------------------------------------------------------------------ | ------------------------------------------------------------------------ | ------------------------------------------------------------------------ | ------------------------------------------------------------------------ |
|                                                                          | Carl Persson i Stallerhult                                               | 348                                                                      | 85,1                                                                     | ▲19,3                                                                    |
|                                                                          | Knut Wijkmark                                                            | 47                                                                       | 11,5                                                                     | ▼6,2                                                                     |
|                                                                          | Övriga kandidater                                                        | 14                                                                       | 3,4                                                                      |                                                                          |
| Antal giltiga röster                                                     | Antal giltiga röster                                                     | 409                                                                      |                                                                          |                                                                          |
| Kasserade röster                                                         | Kasserade röster                                                         | 31                                                                       |                                                                          |                                                                          |
| Totalt                                                                   | Totalt                                                                   | 440                                                                      |                                                                          |                                                                          |

Valet ägde rum den 22 augusti 1899. Valdeltagandet var 19,8%.

### 1902
| Andrakammarvalet i Sverige 1902: Vartofta och Frökinds domsagas valkrets | Andrakammarvalet i Sverige 1902: Vartofta och Frökinds domsagas valkrets | Andrakammarvalet i Sverige 1902: Vartofta och Frökinds domsagas valkrets | Andrakammarvalet i Sverige 1902: Vartofta och Frökinds domsagas valkrets | Andrakammarvalet i Sverige 1902: Vartofta och Frökinds domsagas valkrets |
| Kandidat                                                                 | Kandidat                                                                 | Röster                                                                   | Röster                                                                   | Röster                                                                   |
| Kandidat                                                                 | Kandidat                                                                 | Antal                                                                    | %                                                                        | +− %                                                                     |
| ------------------------------------------------------------------------ | ------------------------------------------------------------------------ | ------------------------------------------------------------------------ | ------------------------------------------------------------------------ | ------------------------------------------------------------------------ |
|                                                                          | Carl Persson i Stallerhult                                               | 456                                                                      | 92,0                                                                     | ▲6,9                                                                     |
|                                                                          | Närmaste kandidat                                                        | 19                                                                       | 3,8                                                                      |                                                                          |
|                                                                          | Övriga kandidater                                                        | 21                                                                       | 4,2                                                                      |                                                                          |
| Antal giltiga röster                                                     | Antal giltiga röster                                                     | 496                                                                      |                                                                          |                                                                          |
| Kasserade röster                                                         | Kasserade röster                                                         | 28                                                                       |                                                                          |                                                                          |
| Totalt                                                                   | Totalt                                                                   | 524                                                                      |                                                                          |                                                                          |

Valet ägde rum den 14 september 1902. Valdeltagandet var 22,5%.

### 1905
| Andrakammarvalet i Sverige 1905: Vartofta och Frökinds domsagas valkrets | Andrakammarvalet i Sverige 1905: Vartofta och Frökinds domsagas valkrets | Andrakammarvalet i Sverige 1905: Vartofta och Frökinds domsagas valkrets | Andrakammarvalet i Sverige 1905: Vartofta och Frökinds domsagas valkrets | Andrakammarvalet i Sverige 1905: Vartofta och Frökinds domsagas valkrets |
| Kandidat                                                                 | Kandidat                                                                 | Röster                                                                   | Röster                                                                   | Röster                                                                   |
| Kandidat                                                                 | Kandidat                                                                 | Antal                                                                    | %                                                                        | +− %                                                                     |
| ------------------------------------------------------------------------ | ------------------------------------------------------------------------ | ------------------------------------------------------------------------ | ------------------------------------------------------------------------ | ------------------------------------------------------------------------ |
|                                                                          | Carl Persson i Stallerhult                                               | 1 036                                                                    | 84,3                                                                     | ▼7,7                                                                     |
|                                                                          | Viktor Carling (liberal)                                                 | 188                                                                      | 15,3                                                                     |                                                                          |
|                                                                          | Övriga kandidater                                                        | 5                                                                        | 0,4                                                                      |                                                                          |
| Antal giltiga röster                                                     | Antal giltiga röster                                                     | 1 229                                                                    |                                                                          |                                                                          |
| Kasserade röster                                                         | Kasserade röster                                                         | 5                                                                        |                                                                          |                                                                          |
| Totalt                                                                   | Totalt                                                                   | 1 234                                                                    |                                                                          |                                                                          |

Valet ägde rum den 10 september 1905. Valdeltagandet var 48,0%.

### 1908
| Andrakammarvalet i Sverige 1908: Vartofta och Frökinds domsagas valkrets | Andrakammarvalet i Sverige 1908: Vartofta och Frökinds domsagas valkrets | Andrakammarvalet i Sverige 1908: Vartofta och Frökinds domsagas valkrets | Andrakammarvalet i Sverige 1908: Vartofta och Frökinds domsagas valkrets | Andrakammarvalet i Sverige 1908: Vartofta och Frökinds domsagas valkrets |
| Kandidat                                                                 | Kandidat                                                                 | Röster                                                                   | Röster                                                                   | Röster                                                                   |
| Kandidat                                                                 | Kandidat                                                                 | Antal                                                                    | %                                                                        | +− %                                                                     |
| ------------------------------------------------------------------------ | ------------------------------------------------------------------------ | ------------------------------------------------------------------------ | ------------------------------------------------------------------------ | ------------------------------------------------------------------------ |
|                                                                          | Carl Persson i Stallerhult                                               | 684                                                                      | 78,3                                                                     | ▼6,0                                                                     |
|                                                                          | Knut Wijkmark (f.d. FK-prot.)                                            | 107                                                                      | 12,3                                                                     |                                                                          |
|                                                                          | Viktor Carling (liberal)                                                 | 64                                                                       | 7,3                                                                      | ▼8,0                                                                     |
|                                                                          | Övriga kandidater                                                        | 18                                                                       | 2,1                                                                      |                                                                          |
| Antal giltiga röster                                                     | Antal giltiga röster                                                     | 873                                                                      |                                                                          |                                                                          |
| Kasserade röster                                                         | Kasserade röster                                                         | 5                                                                        |                                                                          |                                                                          |
| Totalt                                                                   | Totalt                                                                   | 878                                                                      |                                                                          |                                                                          |

Valet ägde rum den 6 september 1908. Valdeltagandet var 31,4%.